# ダニラ・ヤコヴレヴィチ・アンツィフェーロフ
ダニラ・ヤコヴレヴィチ・アンツィフェーロフ (ロシア語: Дани́ла Я́ковлевич Анцы́форов,?-1712年)とは、ロシア帝国の探検家。ロシア人としては始めて千島列島に足を踏み入れたことで知られる。

## 概要
西シベリアの都市トムスクで生まれ、カザークとしてカムチャッカに移住してきた。
カムチャッカを征服したウラジーミル・アトラソフが亡くなった後、アンツィフェーロフは現地のコサック隊の指導者に選ばれた。
1711年、アンツィフェーロフはイワン・ペトロヴィチ・コズイレフスキーとともに少数のカザークを率いて千島列島最北端のシュムシュ島及びパラムシル島に上陸した。アンツィフェーロフらが千島に進出した理由は現地住民（千島アイヌ）に毛皮税（ヤサーク）を課すことでロシア帝国の支配下に置くこと、また千島列島の住民・地理について情報を得ることにあった。
シュムシュ島に上陸したアンツィフェーロフは現地住民（千島アイヌ）及びロシアの支配を嫌って南下していたイテリメンが居住しているのを発見したが、毛皮税（ヤサーク）の取り立ては千島アイヌの叛乱にあって失敗した。配下のカザークが少数だったこともあって、アンツィフェーロフはやむなく成果なしにカムチャッカに帰還せざるをえなくなった。
翌1712年、アンツィフェーロフはカムチャッカに住まうイテリメン人によって殺されてしまった。千島列島への進出はコズイレフスキーに引き継がれることとなる。